# Александър Маринов
Александър Иванов Маринов е български социолог (професор) и политик. Народен представител в парламентарната група на БСП в XXXVI и XXXVII народни събрания от 1991 до 1997 г.

## Биография
Роден е в София на 12 май 1957 г. Завършва специалност „Социология“ в Софийския университет „Климент Охридски” през 1982 г. Защитава дисертация за научна степен кандидат на науките (днес: доктор) по социология през 1987 г. Владее руски, английски и френски език.

### В политиката
През 1990 г. влиза в политиката, като е избран за член на Висшия съвет на Българската социалистическа партия. Малко по-късно става член на председателството на ВС. Избран е за народен представител през октомври 1991 г. от Благоевградския регион. Същия месец е избран и за председател на Софийската организация на БСП, какъвто остава до май 1996 г. Междувременно 3 години е заместник-председател на ПГ на БСП в XXXVI и XXXVII НС. През юни 1996 г., след като различията му с тогавашното ръководство на БСП и парламентарната група достигат своя пик, той си подава оставката.
Малко по-късно основава новата партия Български социално-либерален съюз. Участва с нея в местните избори през 1999 г., но без особен успех. През цялото това време продължава да се занимава с политически и социални анализи като доктор по социология.
На изборите за Европейския парламент през 2009 г. е първи от листата на партия Българска социалдемокрация.
Бил е председател на Стратегическия съвет при президента Румен Радев и съветник на служебния премиер Гълъб Донев.

### В науката
Преподава в:
- катедра „Публична администрация” на Философския факултет на Софийския университет като доцент (2005) и професор 2016);
- катедра „Политически науки” на Факултета по икономически и социални науки на Пловдивския университет като доцент (2009) и професор 2017).[2]

Автор е на 4 авторски и съавтор на 4 колективни монографии, както и на повече он 70 студии и статии. Член е на редакционни съвети на 4 научни периодични издания.

### В спорта и др.
Като млад (юноша, младеж, мъж) спортува „хокей на лед“, има звание „Майстор на спорта“. Състезател е на „Левски” (1972 – 1978), „Академик” (1979 – 1983) и националния отбор на България (1976 – 1980).
Изявява се също като телевизионен водещ – на предаването „Часът на Другата България“ и на други предавания.
Комисията по досиетата обявява за първи път името му сред сътрудниците на бившата служба „Държавна сигурност“ като съдържател на явочна квартира през периода 1983 – 1990 година с псевдоним „Майстора“ с Решение № 64/21.05.2009 г.